# Wachtebeke
Wachtebeke là một đô thị ở tỉnh Oost-Vlaanderen. Đô thị này bao gồm thị xã Wachtebeke, và thị trấn Overslag. Tại thời điểm ngày 1 tháng 1 năm  2006 Wachtebeke có tổng dân số 6.881 người. Tổng diện tích là 34,53 km² với mật độ dân số là 199 người trên mỗi ki-lô-mét vuông|km².
Kênh đào Langelede chảy qua thị xã.
Ở Wachtebeke có công viên Puyenbroeck 

## Người địa phương nổi tiếng
- Jonas Geirnaert, nhà làm phim hoạt hình'
- Lieven Scheire, diễn viên hài